# Синьожупанники (селище)
Синьожупанники (до 2016 — Петровське) — селище в Україні, у Джуринській сільській громаді Жмеринського району Вінницької області. Населення становить 83 особи.

## Історія
3 червня 2016 року селищу дали назву Синьожупанники, на честь вояків 7-го Синього полку (Синьожупанників) 3-ї стрілецької дивізії Армії УНР, які відзначилися в боях у цій місцевості в липні 1919 р.